# Prehistòria del Llevant

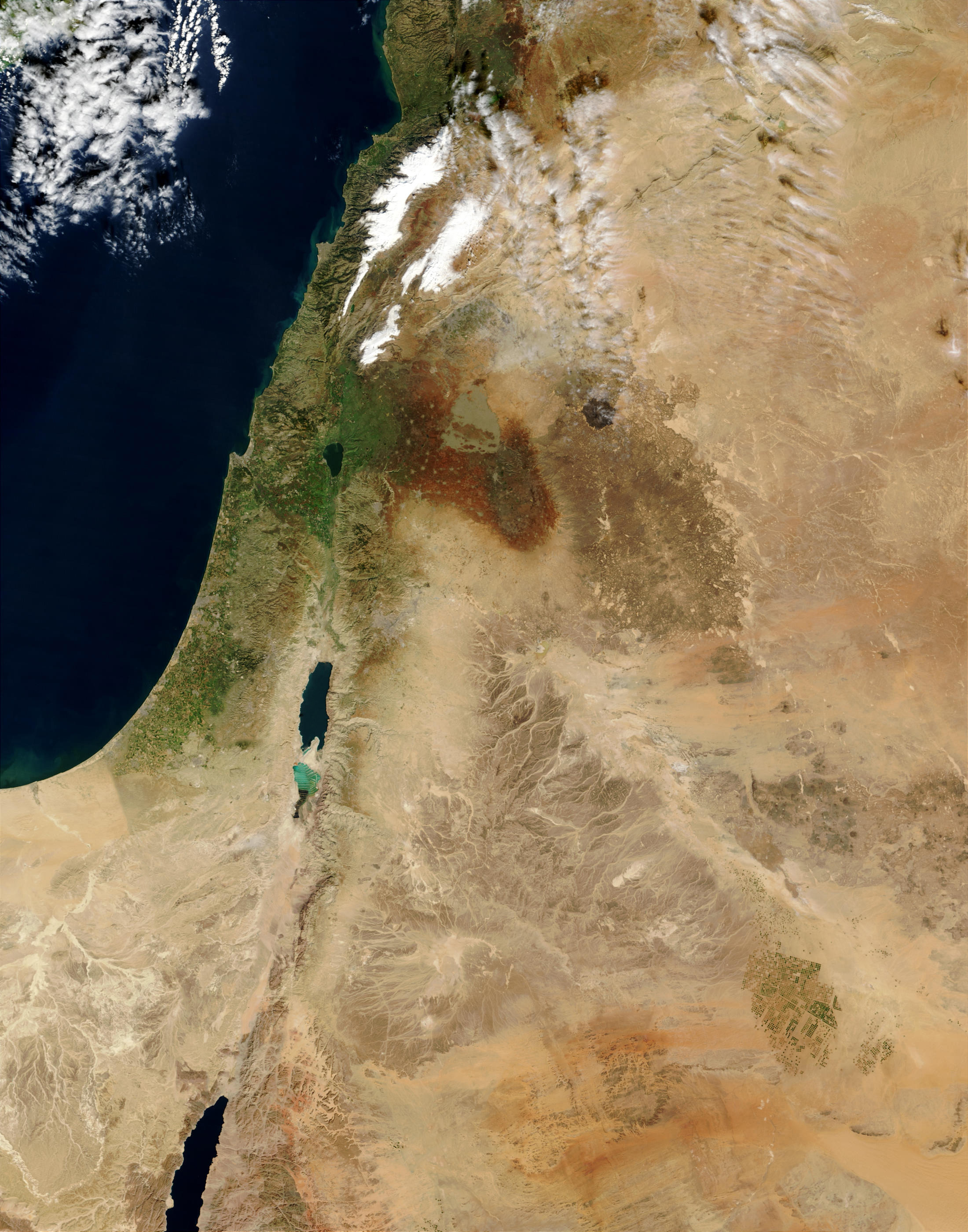
Fotografia satèl·lit del Llevant

La prehistòria del Llevant inclou els diversos canvis culturals que es van produir amb anterioritat a les tradicions enregistrades a la zona del Llevant. L'evidència arqueològica suggereix que l'Homo sapiens i altres espècies d'homínids es van originar a l'Àfrica (Dispersió dels homínids) i que una de les rutes per colonitzar Euràsia va ser a través del desert del Sinaí i el Llevant, la qual cosa significa que aquesta zona és de les més importants i més ocupades en la història del món. Romanen els vestigis de les cultures i tradicions dels éssers humans diferents que van viure a la zona, i de les moltes espècies del gènere Homo. A més, aquesta regió va ser un dels centres per al desenvolupament de l'agricultura.

## Cultures
Els primers rastres de l'ocupació humana del Llevant estan documentats a Ubeidiya, a la vall del Jordà, datats del Paleolític inferior, fa prop de 1.4 milions d'anys. Els conjunts lítics trobats ens refereixen a la primerenca cultura de l'acheulià. Els llocs acheulians tardans inclouen Gesher Benot Ja'akov, la cova Tabun i altres datats en èpoques que abasten de ca. 1.400.000 fins fa 250.000 anys, i presenten els primers senyals de gossos domesticats i de l'ús controlat del foc. Les restes humanes en el Llevant sud durant el Paleolític inferior són escasses; es va trobar dents aïllades a Ubeidiya, fragments d'ossos llargs a Gesher Benot Ja'akov, i un crani fragmentat a Mugharet el-Zuttiyeh, anomenat L'home de Galilea.
El Paleolític mitjà (ca. 250.000–48.000) es troba representat en el Llevant per la cultura mosteriana, coneguda a partir de nombrosos llocs de la regió (coves i llocs a l'aire lliure). La subdivisió cronològica del Mosterià es basa en la seqüència estratigràfica de la cova Tabun. Les restes humanes del Paleolític mitjà inclouen tant els neandertals (cova de Kebara, la cova d'Amud i Tabun), i els humans anatòmicament moderns de Jebel Qafzeh i Es Skhul.
El Paleolític superior està datat en el Llevant ca. 48.000–20.000. L'Epipaleolític (ca. 20.000–9.500 cal. aC.) està caracteritzat per la significativa variabilitat cultural i l'àmplia difusió de les tecnologies microlítiques. A partir de l'aparició de la cultura kebariana (18.000 aC a 12.500 aC) un conjunt d'eines microlítiques es van associar amb l'aparició de l'arc i la fletxa a la zona. Els kebarians mostren afinitats amb la fase primerenca d'el Faium d'Egipte, i pot estar associada amb un moviment de persones en tota la península del Sinaí a causa de l'escalfament climàtic després del màxim tardiglacial del 20.000 aC. S'estenen fins al sud de Turquia cultures afiliades als kebarians. L'última part del període (ca. 12.500-9.500 cal. aC) és l'època del naixement de la cultura natufiana i el desenvolupament del sedentarisme entre la societat caçadora-recol·lectora.

### Natufià
Aquesta cultura existia des del voltant de 13.000 a 9.800 aC en el Llevant. Una gran quantitat d'excavacions arqueològiques ha ajudat a una comprensió relativament ben definida d'aquestes persones. Un dels seus aspectes més importants va ser la gran grandària de la comunitat i els estils de vida sedentaris. Malgrat que tardanament els natufians van experimentar una lleu reversió en aquesta tendència com la seva mida comunitària encongida (possiblement a conseqüència del període climàtic fred del Dryas recent) i es tornaren més nòmades. Es creu que aquesta cultura va perviure en el temps i va ser la base per a la revolució neolítica.

### Neolític
El neolític tradicionalment es divideix en preceràmic (A i B) i fases ceràmiques. El preceràmic A es va desenvolupar abans que les cultures natufianes de l'àrea. Fou el temps de la transició de la agricultura i desenvolupament d'economies agrícoles en l'Orient Pròxim, i dels primers megàlits coneguts de la regió amb una cambra d'enterrament i el seguiment del sol o altres estels (dels megàlits més antics coneguts de la terra, com el de Göbekli Tepe, d'una cultura desconeguda).
A més, durant el Neolític i calcolític, es va desenvolupar en gran escala el comerç de llarg abast. Varen ser trobades obsidianes, en els nivells de calcolític, a Gilat, l'origen de les quals era de tres llocs del sud d'Anatòlia: Hotamis Donağ, Göllü Donağ i Nemrut Donağ, a 500 quilòmetres a l'est de les altres dues fonts. Això és indicatiu d'un gran cercle de comerç que arribava fins al nord de la Creixent fèrtil i al nord d'Hotamis Donağ.
El període ghassulià va establir la base de l'economia mediterrània que ha caracteritzat l'àrea des de llavors. L'economia era un sistema agrícola mixt que consistia en el cultiu extensiu de cereals (blat i ordi), horticultura intensiva dels cultius vegetals, la producció comercial de vinyes i oliveres, i una combinació de la transhumància i el pasturatge nòmada. Aquesta cultura, segons Juris Zarins, es va desenvolupar a partir de la fase més primerenca de Munhata denominant-la com un "complex cercle pastoral àrab nòmada", probablement associat amb la primera aparició dels semites en aquesta àrea.
Geogràficament, l'àrea es divideix entre una plana costanera, una regió muntanyenca cap a l'est i la Vall del Jordà que uneix la mar de Galilea amb la mar Morta. Les precipitacions disminueixen mentre avancem del nord al sud, amb el resultat que la regió del nord d'Israel, en general, es va desenvolupar de forma més econòmica que el sud de Judea.
La ubicació de l'àrea al centre de tres rutes comercials que enllacen tres continents va fer del lloc el punt d'intersecció per a les influències religioses i culturals d'Egipte, Síria, Mesopotàmia, i Àsia menor:
1. Una Ruta Costanera (el Via Maris): connecta Gaza i la costa del nord de Filisteu a Jaffa i Megiddo, viatjant al nord a través de Biblos a Fenícia i Anatòlia.
2. Una Ruta de Muntanya: viatjant a través del Nègueb, Kadesh Barnea, a Hebron i Jerusalem, i d'aquí, cap al nord per Samaria, Siquem, Shiloh, Bet-Xean i Hassor, i d'aquí cap a Cadeix i Damasc.
3. El camí dels reis: D'Elat, de Jordània, a través d'Amman a Damasc, i connectat amb el "camí del francinçens" del Iemen i Aràbia del sud.

La zona sembla haver patit períodes aguts de deshidratació i disminució de les precipitacions que ha influït en la importància relativa d'estar assentat enfront de formes de vida nòmades. El cicle sembla haver-se repetit diverses vegades: una disminució de les precipitacions augmenta els períodes de guaret, amb els agricultors cada vegada més temps amb els seus ramats i lluny del cultiu. Amb el temps es tornen a cultures totalment nòmades que, quan augmenten les pluges, s'assenten al voltant de les fonts importants d'aigua i comencen a passar cada vegada més temps en el cultiu. L'augment de la prosperitat condueix a una reactivació del comerç interregional i eventualment internacional. El creixement dels pobles procedeix ràpidament a una major prosperitat de les ciutats de mercat i ciutats estat, que atreuen l'atenció de grans potències veïnes, que poden envair per capturar i controlar de les xarxes, i adquirir nous tributs en els impostos comercials regionals. La guerra condueix a l'obertura de la regió a les pandèmies, amb la despoblació resultant, l'ús excessiu dels sòls fràgils i la volta al pasturatge nòmada.

## Edat del bronze primerenca i mitjana
El desenvolupament urbà de Canaan es va endarrerir considerablement respecte al d'Egipte i Mesopotàmia i fins i tot de Síria, on des del 3.500 aC es va desenvolupar una important ciutat a Hamoukar. Aquesta ciutat, que va ser conquistada probablement per gent d'Uruk, va veure les primeres connexions entre Síria i l'Iraq del sud que alguns han suggerit que és una base històrica per a les tradicions patriarcals. El desenvolupament urbanístic va començar a culminar en el desenvolupament de llocs com l'Ebla que el 2.300 aC. fou incorporada a l'imperi de Sargon, i també al de Naram-Sin d'Accad (El bíblic Accad). Els arxius d'Ebla mostren referència a una sèrie de llocs bíblics, incloent Hassor, Jerusalem, i diverses persones han afirmat que també a Sodoma i Gomorra, que s'esmenta en els registres patriarcals. L'esfondrament de l'imperi accadi, va veure l'arribada dels pobles que utilitzen la ceràmica Khirbet Kerak, originaris de les muntanyes de Zagros, a l'est del Tigris. S'ha especulat que aquest esdeveniment marca l'arribada a Síria i Palestina dels hurrites, persones més tard conegudes en la tradició bíblica possiblement com a horites.
L'edat de bronze mitjana comença amb l'arribada d'"Amorrites" de Síria al sud de l'Iraq, un esdeveniment què s'associa amb l'arribada de la família d'Abraham a Ur. Aquest període va ser el cim del desenvolupament urbà a l'àrea de Síria i Palestina. Els arqueòlegs mostren que el cap d'Estat en aquest moment era el de la ciutat de Hassor, que podria haver estat la capital de la regió d'Israel. És també el període en el qual els semites van començar a aparèixer en major nombre a la regió del delta del Nil d'Egipte.